# 卡拉卡爾

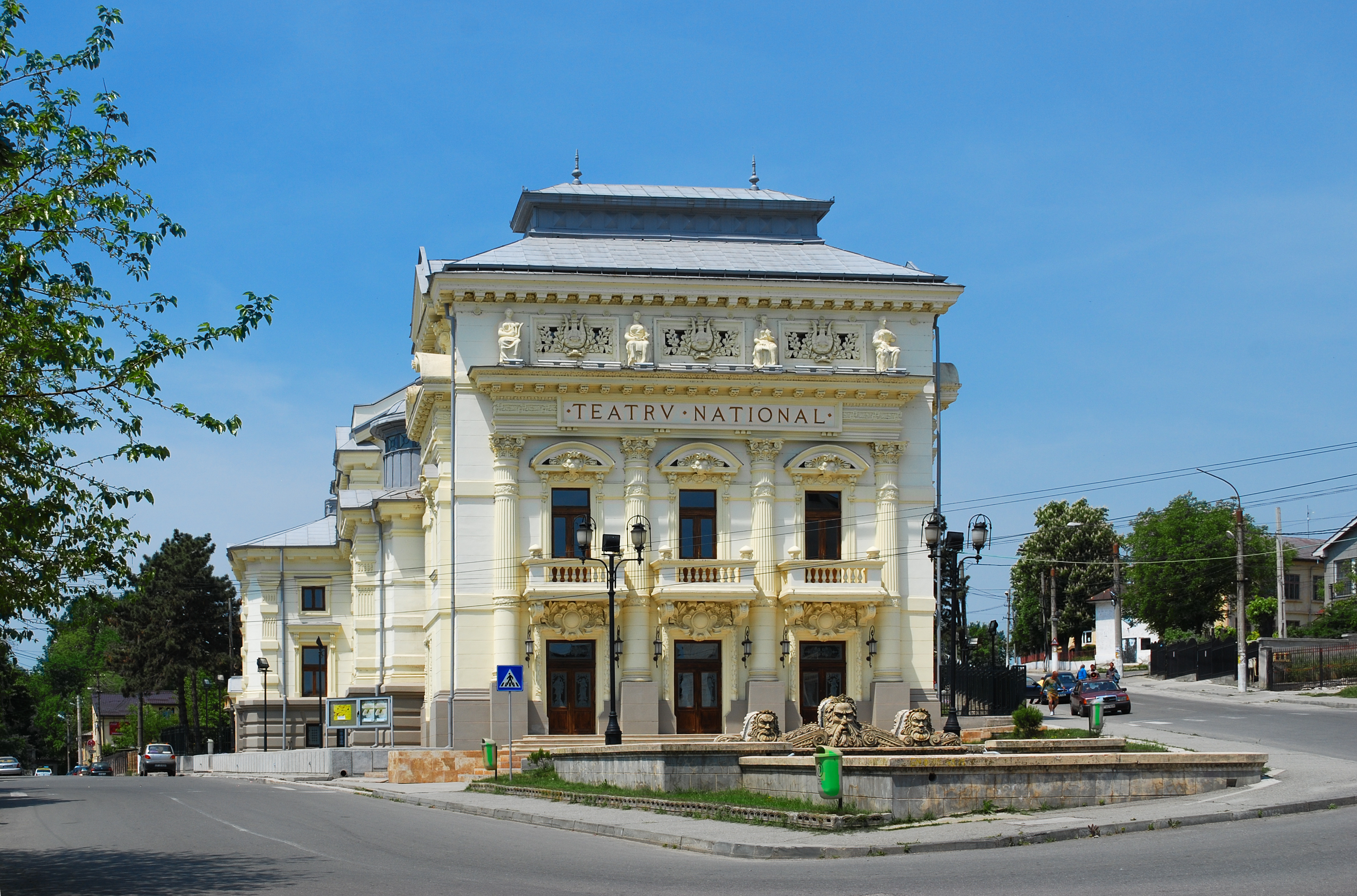

卡拉卡爾是羅馬尼亞的城市，位於該國東南部，距離首府斯拉蒂納44公里，由奧爾特縣負責管轄，面積69.64平方公里，海拔高度101米，2007年人口35,577。

## 外部連結
- Caracal Museum（页面存档备份，存于）